# Bondov albedo
Bondov albedo (tudi sferni albedo, planetarni albedo ali bolometrični albedo) je delež celotne vzporedno vpadajoče svetlobe, ki se odbije s površine telesa (običajno nebesnega telesa). Pri tem se upoštevajo vse valovne dolžine vpadajoče svetlobe. Bondov albedo lahko zavzame vrednosti med 0 in 1. Označuje se ga z {\displaystyle \mathbf {A} \!\,}. Razlika {\displaystyle A-1\!\,} je delež, ki se je absorbiral.
Bondov albedo se v glavnem uporablja v planetologiji. Pomemben je za izračunavanje temperature atmosfere nebesnih teles.
Bondov albedo se imenuje po ameriškem astronomu Georgu Phillipsu Bondu (1825–1865), ki je v letu 1861 objavil primerjave med svetlostjo nekaterih nebesnih teles. Bond je prvotno določil albedo te vrste samo za okrogla telesa, čeprav se da uporabiti tudi za druge oblike.

## Fazni integral
Bondov albedo {\displaystyle A\!\,} je povezan z geometričnim albedom {\displaystyle p\!\,} na naslednji način
{\displaystyle A=pq\!\,,}
kjer se {\displaystyle q\!\,} imenuje fazni integral, ki je dan kot delež toka odbite svetlobe {\displaystyle I(\alpha )\!\,} v fazni kot {\displaystyle \alpha \!\,} (povprečje po vseh valovnih dolžinah in vseh azimutalnih kotih):
{\displaystyle q=2\int _{0}^{\pi }{\frac {I(\alpha )}{I(0)}}\sin \alpha \operatorname {d} \!\alpha \!\,.}
Fazni kot {\displaystyle \alpha \!\,} je kot med izvorom sevanja (običajno Sonce) in smerjo opazovanja. Lahko zavzame vrednosti med 0° (za nazaj odbito svetlobo) in 180° (za smer proti izvoru).
Zgled (opazovanje Lune): med opozicijo Lune je {\displaystyle \alpha \!\,} zelo majhen (gleda se v smeri polne lune), kadar pa se gleda v smeri mlaja, je {\displaystyle \alpha \!\,} blizu 180°.

## Zgledi
Bondov albedo je lahko večji ali manjši od geometričnega albeda. Razlika je odvisna od površine in značilnosti atmosfere telesa.:
| telo     | Bondov albedo | geometrični albedo |
| -------- | ------------- | ------------------ |
| Merkur   | 0,088         | 0,142              |
| Venera   | 0,76          | 0,689              |
| Zemlja   | 0,306         | 0,434              |
| Luna     | 0,11          | 0,12               |
| Mars     | 0,25          | 0,17               |
| Jupiter  | 0,503         | 0,538              |
| Saturn   | 0,342         | 0,499              |
| Enkelad  | 0,81          | 1,375              |
| Uran     | 0,300         | 0,488              |
| Neptun   | 0,290         | 0,442              |
| Pluton   | 0,41          | 0,51               |
| Haron    | 0,29          | 0,41               |
| Haumea   | 0,33          | 0,66               |
| Makemake | 0,74          | 0,82               |
| Erida    | 0,99          | 0,96               |